# Aufstand in Serbien 1941
Der Aufstand in Serbien im Spätsommer und Herbst 1941 richtete sich im besetzten Jugoslawien gegen die deutsche Besatzungsherrschaft und ihre Kollaborateure in Serbien.

## Hintergrund

### Balkanfeldzug und Besetzung Jugoslawiens
Die Achsenmächte unter Führung des nationalsozialistischen Deutschland hatten ab dem 6. April 1941 im Balkanfeldzug die Staaten Jugoslawien und Griechenland besetzt. Zagreb wurde am 11. April und Belgrad am 12. April besetzt, die jugoslawische Armee kapitulierte am 17. April.
Die Entwaffnung der jugoslawischen Armee durch die siegreichen Achsenmächte wurde aufgrund des schlechten Vorbereitungsgrads der Sieger oberflächlich und unvollständig durchgeführt. Zahlreiche Waffendepots blieben unentdeckt. Im Juni 1941 schätzten die Deutschen, dass sich allein in Serbien knapp 300.000 Veteranen der königlich-jugoslawischen Armee auf freiem Fuß befänden. Viele der Veteranen schlossen sich in der Folge den Widerstandsbewegungen an.

Besatzungszonen der Achsenmächte in Jugoslawien: das Gebiet des heutigen Serbien wurde in mehrere Teilgebiete zerstückelt.

Das besetzte Gebiet wurde zwischen den Deutschen Reich, dem Königreich Italien, dem Königreich Ungarn und dem Königreich Bulgarien aufgeteilt; weite Teile gingen an den neugeschaffenen Unabhängigen Staat Kroatien (NDH) der faschistischen Ustascha. Das Staatsgebiet des heutigen serbischen Staates wurde ebenfalls geteilt; die Batschka ging an Ungarn, Syrmien an den NDH-Staat, das Banat bildete eine zivile Sonderverwaltungszone, der Kosovo und der Sandžak wurden den von Italien kontrollierten Gebieten Albanien bzw. Montenegro zugeschlagen, kleine Teile Südostserbiens gingen an Bulgarien. Im serbischen Rumpfgebiet („Altserbien“) diente Deutschland als Besatzungsmacht und richtete das Militärverwaltungsgebiet Serbien ein. Die Deutschen stellten für Serbien vier Feldkommandanturen auf (Nr. 599 in Belgrad, Nr. 610 in Pančevo, Nr. 809 in Niš, Nr. 816 in Šabac) und setzten den ehemaligen jugoslawischen Ministerpräsident Milan Aćimović als Regierungschef einer kommissarischen Kollaborationsregierung ein.

### Aufstandsvorbereitungen, Mai bis Juli
Der deutsche Angriff auf die Sowjetunion (22. Juni 1941) sorgte nachfolgend für die Verlegung kampfstarker deutscher Divisionen an die Ostfront. Ende Mai war die deutsche Truppenstärke in Serbien auf drei Divisionen geschrumpft. Der Kriegsausbruch zwischen Deutschland und der UdSSR erzeugte unter der serbischen Zivilbevölkerung große Hoffnungen auf eine baldige sowjetische Gegenoffensive, da die Serben kulturelle Sympathien für die Russen hegten. Die Besatzungsmacht in Serbien stellten in der Folge zunächst nur zweitklassige deutsche Großverbände (Divisionen 704, 714, 717).
Bereits seit Mai bildeten sich besonders im NDH-Staat erste Widerstandsbewegungen gegen die völkermörderische Gewaltherrschaft der kroatischen Ustascha. Im Juli erfolgte jedoch vor dem Hintergrund des deutschen Angriffs auf die Sowjetunion der Aufruf der Kommunistischen Internationale an die Kommunistische Partei Jugoslawiens (KPJ) unter Josip Broz Tito, sofort den Partisanenkampf gegen die deutschen Besatzer aufzunehmen, wozu sich die KPJ am 4. Juli formell entschied. Die KPJ befahl die Aufstellung von Partisanenabteilungen. Nach ihrem Entschluss zum Partisanenkampf vom 4. Juli rief die KPJ-Führung am 12. Juli und erneut am 25. Juli zum nationalen Freiheitskampf an der Seite der Sowjetunion auf. Am 10. August erlaubte die KPJ explizit auch die Aufnahme von Nichtkommunisten in die Partisanenbewegung.
Neben den kommunistischen Tito-Partisanen formierten sich serbisch-nationalistische Tschetnik-Verbände, die verschiedentlich den Schutz der serbischen Minderheit vor den Ustascha, die Befreiung Jugoslawiens von den Achsenmächten oder die Bekämpfung der Kommunisten verfolgten. Unter den Tschetniks setzte der ehemalige jugoslawische Heeresoffizier Draža Mihailović im Verlauf des Jahres 1941 seinen Führungsanspruch durch.
Bereits seit Juni gingen die ersten bewaffneten Gruppen ethnischer Serben und Bosniaken im heutigen Kroatien und Bosnien-Herzegowina zur offenen Rebellion gegen die Terrorherrschaft der Ustascha. Im Juli begann auch im italienisch besetzten Montenegro ein Aufstand.
Im Sommer 1941 erschien sowohl den Partisanen als auch den Tschetniks der Übergang zu einem erfolgversprechenden Territorialkampf gegen die Besatzer noch weit entfernt, sodass sich beide Fraktionen mit größeren Aktionen zurückhielten. Am 3. August konnte der Befehlshaber Serbien Heinrich Danckelmann sogar nach Berlin melden, dass eine Verstärkung seiner Besatzungstruppen für die nächste Zeit nicht nötig sei. Wenige Tage später, am 11. August, befahl er jedoch dem ihm unterstellten Höheren Kommando LXV von Paul Bader, unverzüglich gegen die kommunistischen Partisanen in die Offensive zu gehen.

## Verlauf

### Erste Unruhen, Juni – August 1941

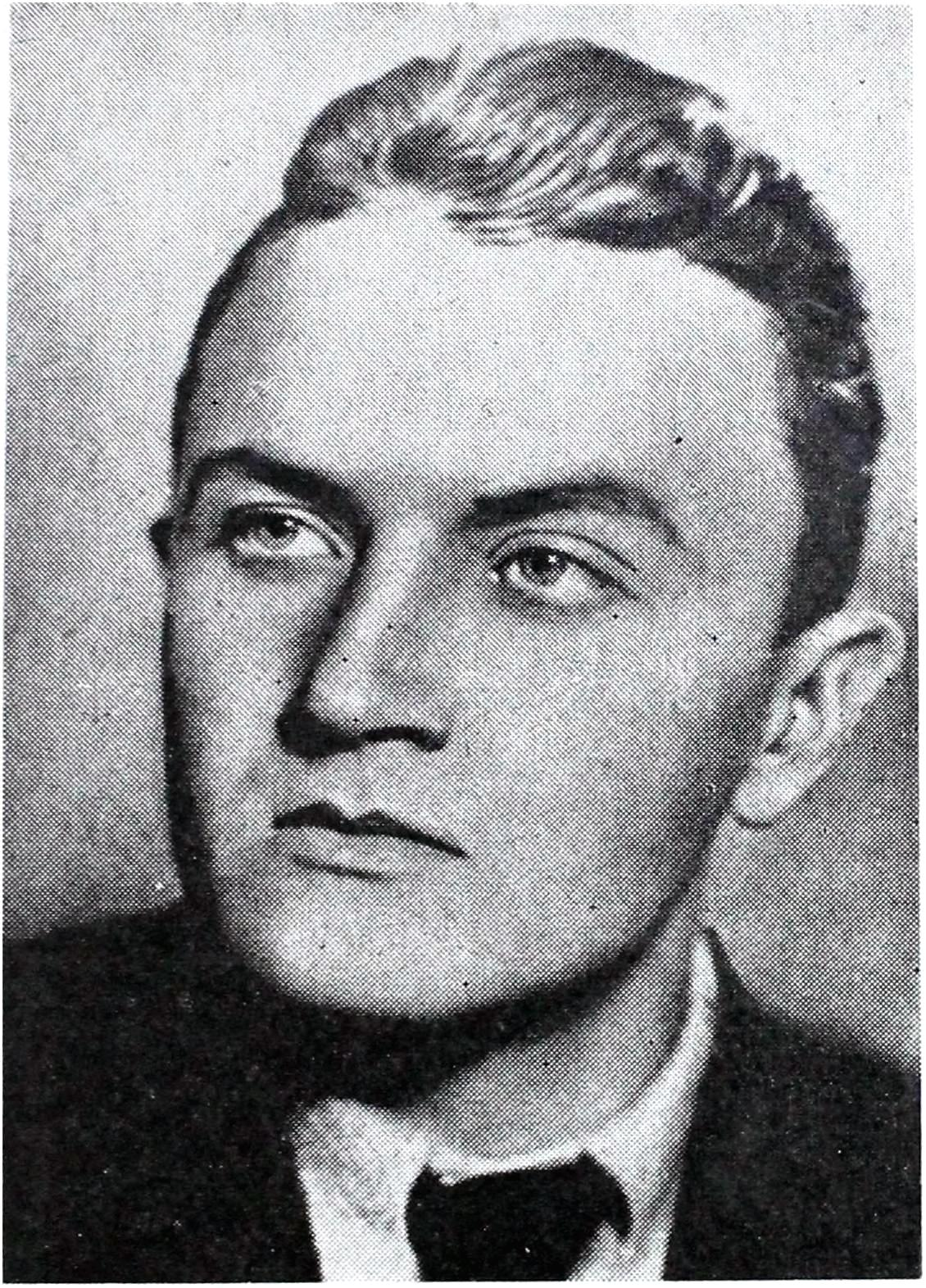
Die tödlichen Schüsse, die Živorad Jovanović am 7. Juli 1941 in Bela Crkva auf zwei serbische Gendarme abfeuerte, wurden von den jugoslawischen Kommunisten zum Beginn des Aufstands in Serbien hochstilisiert.

Angehörige der KPJ sowie der kommunistischen Jugend SKOJ führten am 23./24. Juni, unmittelbar nach dem deutschen Angriff auf die Sowjetunion, erstmals Sabotageakte entlang der für die Achsenmächte äußerst wichtigen Eisenbahnlinie Zagreb–Belgrad durch. In Belgrad verübten SKOJ-Mitglieder kleinere Attacken auf Verkaufssstände regierungstreuer Zeitungsverlage.
Kurz nach dem formellen Entschluss der KPJ-Führung zum Partisanenkrieg kam es am 7. Juli in Bela Crkva zu einem Zusammenstoß zwischen der serbischen Gendarmerie und einer kommunistischen Ortsgruppe, bei der zwei Gendarme getötet wurden. Der Todesschütze Živorad Jovanović wurde später ein Held der Partisanenbewegung. Die tödlichen Schüsse bei Bela Crkva wurden später von der kommunistischen Bewegung zum Beginn des serbischen Aufstands umgedeutet.

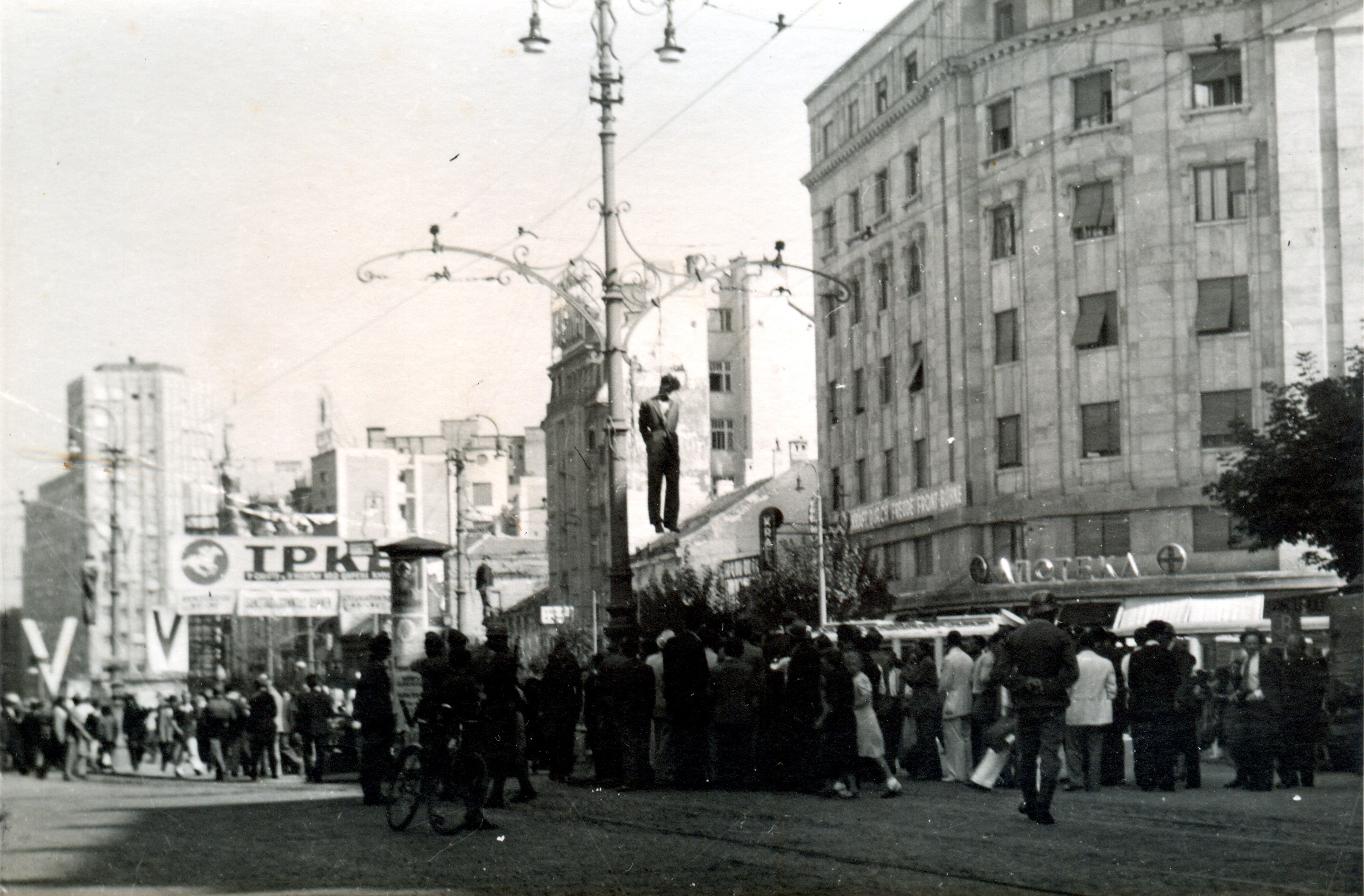
Erhängte auf dem Terazije in Belgrad, August 1941

Die Wehrmacht wurde im Sommer und Herbst 1941 in Jugoslawien erstmals mit einer asymmetrischen Kriegsführung konfrontiert, mit der sie bisher fast keine Erfahrungen gemacht hatte. Vorstöße und Strafaktionen in Regiments- und manchmal Divisionsstärke gingen üblicherweise völlig ins Leere, da die leicht bewaffneten Kleingruppen der Partisanen sich nach Terrorangriffen sofort ins unwegsame Terrain der Wald- oder Bergregionen zurückzogen. Als die Deutschen etwa am 3. August neun Kompanien im Raum Banjica zum Angriff führten (Unternehmen „Victoria“), konnten nur zwei Partisanen aufgespürt und getötet werden. Als 3000 Wehrmachtssoldaten sich zwischen dem 7. und 9. August auf eine dreitägige Jagd nach Partisanen machten (Unternehmen „Kosmaj“), beschwerte sich der Gesandte Benzler in einem Schreiben ans Auswärtige Amt über die mangelnde Effizienz der Deutschen. Im August häuften sich außerdem Gewaltakte frustrierter Wehrmachtssoldaten gegen die Zivilbevölkerung, die General Bader am 23. August dazu brachten, seine Soldaten in einem Grundsatzbefehl auf die Kontraproduktivität ungelenkter Repressalien aufmerksam zu machen. Stattdessen ging die Wehrmacht zunächst dazu über, Jagdkommandos von etwa 30 bis 50 Soldaten zu bilden, die mobiler waren und auf Angriffe der Partisanen schneller reagieren und diese agiler verfolgen konnten. Diese Praxis wurde später am 12. September untersagt, da die Partisanengruppen zu stark wurden.
Am 29. August setzten die Deutschen den ehemaligen jugoslawischen Kriegsminister Milan Nedić anstelle von Milan Aćimović als neues Oberhaupt der Kollaborationsregierung in Serbien ein.

### Koalitionsoffensive der Partisanen und Tschetniks, September – Oktober 1941

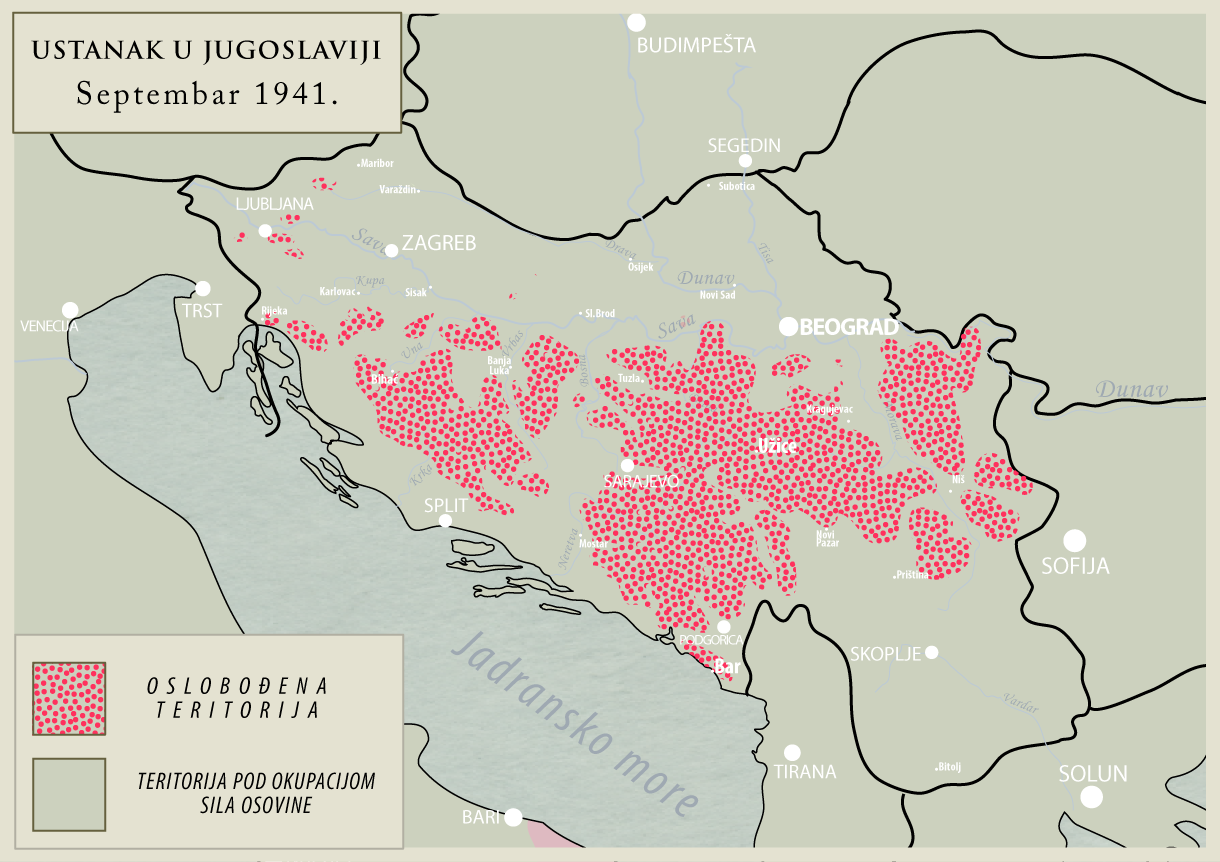
Aufstandsgebiete in Jugoslawien, September 1941

Am 31. August eroberten Tschetnik-Verbände die Ortschaft Loznica, die damit als erste größere Ortschaft im besetzten Europa zeitweise von der Besatzung der Achsenmächte befreit werden konnte.
Seit dem 1. September kam es in Nordwestserbien zu spontaner Zusammenarbeit zwischen Mihailović-Tschetniks und Tito-Partisanen, die gemeinsam deutsche Stellungen attackierten und damit auch bei der serbischen Gendarmerie den Eindruck einer pan-serbischen Widerstandsbewegung erweckten, welche die Polizisten nicht bekämpfen wollten. Mihailović, der unter zunehmendem Druck seiner Gefolgsleute stand, endlich gegen die Besatzer tätig zu werden, sah sich zunächst außer Stande, seinen Tschetniks die Zweckallianz mit dem Kommunisten zu verbieten.
Anfang September erlitt die Wehrmacht bei Krupanj, welches sie am 6. September evakuieren mussten, eine schmerzhafte Niederlage, bei der 175 Wehrmachtssoldaten von den Partisanen gefangen genommen wurden. Der wichtigste Stützpunkt der Wehrmacht in Westserbien in der Nähe der Grenze zum NDH-Staat war damit verloren gegangen, woraufhin Generalfeldmarschall Wilhelm List Befehl an das LXV. Korps gab, Ortschaften nicht mehr schwächer als mit Bataillonen zu besetzen. Am 13. September folgte der nächste Rückschlag, als sich Einheiten der Serbischen Gendarmerie weigerten, im Raum Šabac zum Angriff überzugehen, woraufhin sie von deutschen Truppen entwaffnet werden mussten.

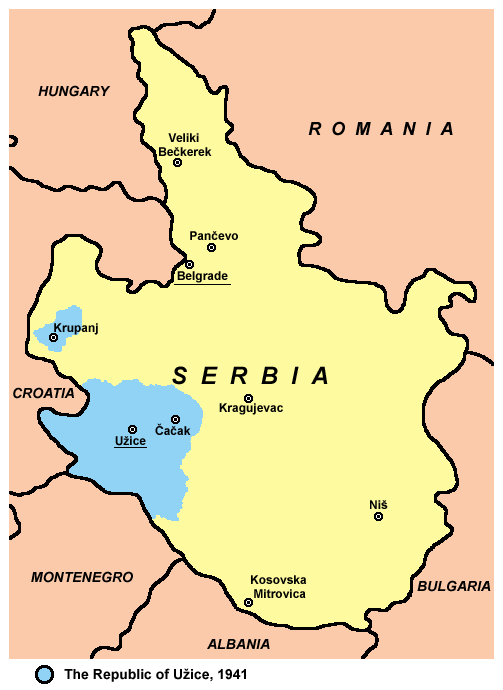
Die Partisanen proklamierten im September 1941 im von ihnen kontrollierten Gebiet einen eigenen Staat, die Republik Užice. Das Gebiet der Partisanenrepublik wurde bis Ende November von der Wehrmacht zurückerobert.

Die Rebellen setzten ihren Eroberungskurs zunächst fort. Die Partisanen eroberten Užice (21. September) und Čačak (1. Oktober). Die Partisanen proklamierten Ende September in dieser Region sogar einen unabhängigen Staat, die „Republik Užice“. Die Tschetniks eroberten Bogatić (1. September) und Gornji Milanovac (29. September).  Am 22. September versuchten die Tito-Partisanen außerdem die Eroberung von Kruševac in einem für sie bis dahin untypischen Tagangriff, der ihr stark gewachsenes Selbstvertrauen unter Beweis stellte. Der Angriff wurde von der Wehrmacht, die 23 Tote zu beklagen hatte, abgewehrt. Außerdem umzingelten die Partisanen Ende September Truppen der deutschen 704. Infanterie-Division in Valjevo.

### Deutsche Gegenschläge, September – November 1941
Als Reaktion auf die Unabhängigkeitserklärung der Republik Užice begannen die Deutschen ab Ende September 1941 mit einer Reihe von Gegenangriffen. Diese Phase des Krieges wurde in der jugoslawischen Nachkriegshistoriographie als die „erste feindliche Offensive“ bekannt. Am 19. September traf Franz Böhme, der Bevollmächtigte Kommandierende General in Serbien, an der Spitze seines XVIII. Armeekorps in Belgrad ein, um den Aufstand in Serbien niederzuschlagen. Mit der 342. Infanterie-Division und dem Infanterie-Regiment 125 kamen im September neue deutsche Verstärkungen in Serbien an, die bei der Bekämpfung des Aufstands unterstützen sollten. Um dem Aufstand Herr zu werden, konzentrierte sich die Wehrmacht auf den Westteil des Landes und überließ die Gebiete östlich der Kolubara nach einer Übereinkunft zwischen Böhme und Nedić vom 28. September hauptsächlich den Truppen der Nedić-Regierung und den Pećanac-Tschetniks. Die Fortschritte der Partisanen waren für die Offiziere der Wehrmacht so überraschend, dass Oberst Hermann Foertsch am 6. Oktober sogar den allgemeinen Rückzug der deutschen Truppen aus einem Großteil Südwestserbiens vorschlug. Dieser Plan wurde aber vom Wehrmachtbefehlshaber Südost abgelehnt.
Die Deutschen wurden auch nach Ankunft der Verstärkungen durch geringe Truppenstärke gehemmt; eroberte Ortschaften mussten entweder mit zu kleinen Garnisonen besetzt oder bei Abzug direkt wieder den Rebellen preisgegeben werden. Ebenso gelang es den Wehrmachtsverbänden nur selten, ihre Gegner in einem offenen Gefecht zu stellen, sodass die Kleingruppen der Partisanen und Tschetniks dem Zugriff der Deutschen immer wieder entkamen. Die Unfähigkeit, den Feind zu stellen, steigerte die Frustration der deutschen Soldaten, die sich wiederum in zahlreichen Kriegsverbrechen gegen die Zivilbevölkerung entlud. Oft wurden wesentlich mehr Bandenverdächtige erschossen, als Waffen erbeutet worden waren. Zwar erlitt die Wehrmacht in den meisten Gefechten nur geringe Verluste, war aber auf der anderen Seite zu schwerfällig, um den gegnerischen Fraktionen einen Vernichtungsschlag zu versetzen.
Während der Rückeroberung von Šabac setzten die Deutschen hierbei im Sinne eines Tagesbefehls vom 22. September vom Bevollmächtigten Kommandierenden General Franz Böhme darauf, ein „abschreckendes Beispiel, das in kurzer Zeit in ganz Serbien bekannt wird“, zu schaffen. 5000 männliche Einwohner der Stadt wurden in ein provisorisches Internierungslager und danach wieder zurück in die Stadt getrieben, wobei über 150 von ihnen ermordet wurden.
Es kam sukzessive zu lokalen deutschen Vorstößen in die Mačva (28. September bis 9. Oktober), in die davon südlich gelegenen Cer-Berge (10. bis 15. Oktober) und schließlich gegen die Stadt Krupanj (19./20. Oktober). Die 342. Infanterie-Division erreichte am 26. Oktober das zuvor belagerte Valjevo und stellte die Verbindung zu den deutschen Verteidigern wieder her. Trotz der deutschen Geländegewinne war das Ergebnis der Gegenoffensive des Oktobers 1941 dahingehend enttäuschend, dass es den Deutschen nur einmal gelungen war, die Partisanen zu einem schweren Gefecht zu zwingen, welches am 6. Oktober bei Loznica ausgetragen worden war. Versuchte Einkesselungen von größeren Partisanengruppen waren stets erfolglos geblieben. Vor diesem Hintergrund wurde auch der Kommandeur der 342. Infanterie-Division, Generalleutnant Walter Hinghofer, seines Kommandos enthoben.

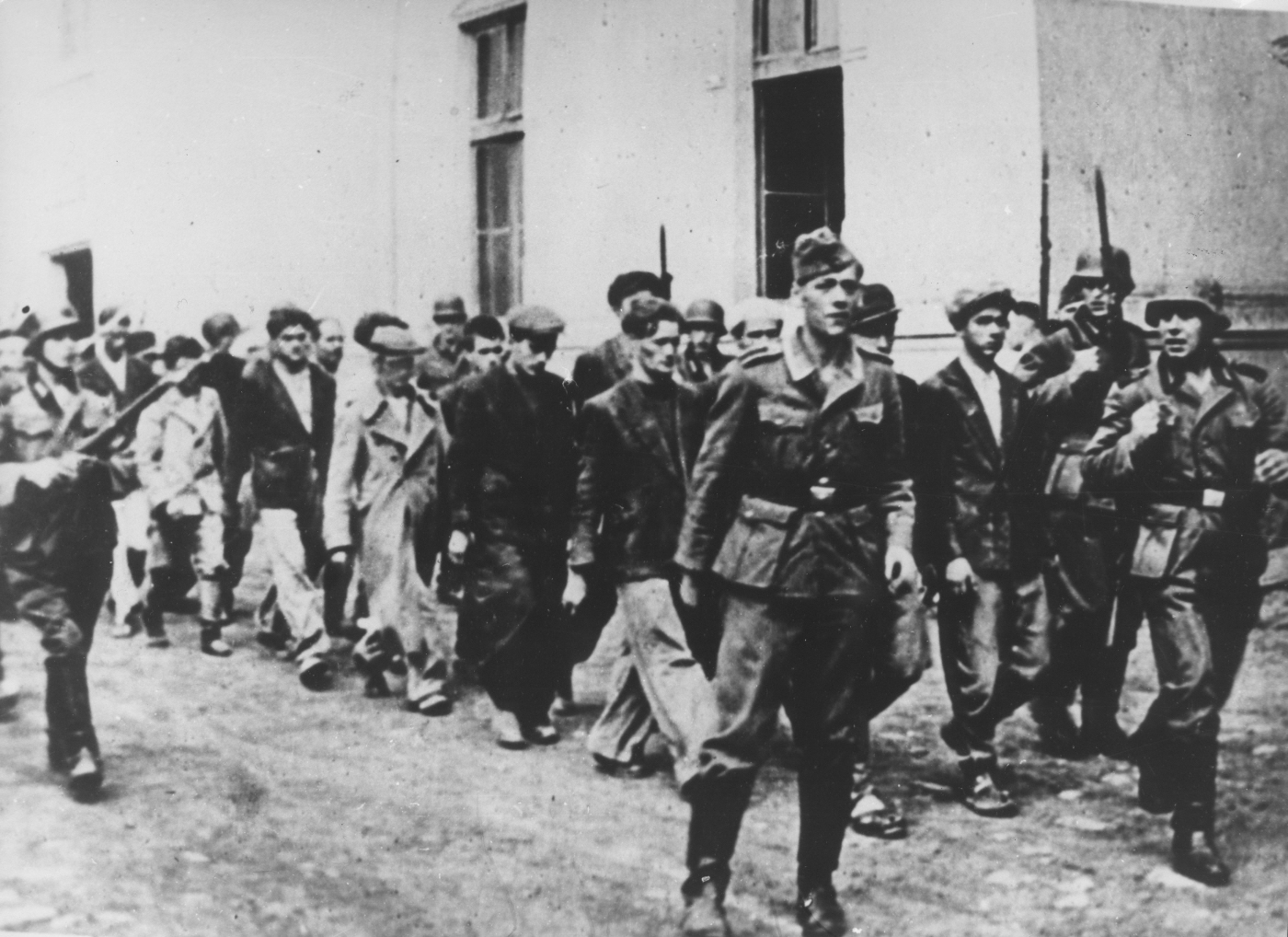
Deutsche Soldaten sammeln in Kragujevac Opfer für die spätere Massenerschießung ein, 21. Oktober 1941

Mitte Oktober 1941 verübten Truppen der Wehrmacht die Massaker von Kraljevo und Kragujevac, bei denen über 4.000 Zivilisten ermordet werden.
Zwischen dem 1. und 9. November versuchten in Serbien die 342. Infanterie-Division und Teile des Infanterieregiments 125, zwischen Šabac und Koceljovo Partisaneneinheiten zu umfassen (Unternehmen „Sabac“).

### Seitenwechsel der Tschetniks, November 1941
Am 10. Oktober gab Mihailović dem Drängen seiner Anhänger sowie seiner britischen Unterstützer nach und wies seine Tschetnik-Abteilungen in Serbien an, mit den Tito-Partisanen zu kooperieren. Dieser Schritt war nicht zuletzt deshalb nötig geworden, weil viele von Mihailovićs Anhängern aus Frust über seine passive Taktik zu den Partisanen übergelaufen waren. Am 19. September und erneut am 26. Oktober gab es persönliche Sondierungsgespräche zwischen Mihailović und Tito über ein Bündnis, die aber ergebnislos blieben. Darüber hinaus kam es zu gewaltsamen Zusammenstößen zwischen den beiden Parteien, die u. a. von undisziplinierten Unterführern beider Seiten ausgelöst worden waren. Als im Verlauf des Oktobers 1941 die mörderischen deutschen Repressalien gegen die Zivilbevölkerung drastisch zunahmen, sah sich Mihailović zudem in seiner ursprünglichen Befürchtung bestätigt, die seine passive Strategie begründet hatte. Nachdem die jugoslawische Exilregierung ihn am 28. Oktober explizit schriftlich gewarnt hatte, dass der Aufstand gegen die Besatzungsmacht zu früh erfolgt sei und deshalb scheitern würde, sah sich Mihailović erneut nach einer alternativen Vorgehensweise um. Die Zusammenarbeit mit den Partisanen endete mit einem zunächst begrenzten Angriff der Tschetniks auf die Republik Užice.
Ab dem 2. November 1941 herrschte endgültig offener Krieg zwischen den Tito-Partisanen und den Mihailović-Tschetniks, nachdem einer von Mihailovićs Unterführern einen Angriff auf die von den Partisanen kontrollierten Gebiete der Republik Užice entfesselt hatte. Daraufhin kam es zunächst zu örtlichen Scharmützeln, während derer die Partisanen ein Flugfeld besetzten, welches Mihailović für Waffenlieferungen aus dem Nahen Osten dringend zu benötigen glaubte. Als die Partisanen sich der Forderung verweigerten, dass Flugfeld zu räumen, gab Mihailović den Befehl zum Generalangriff. In den folgenden Gefechten erwiesen sich die Tschetniks schnell als unterlegen, obwohl der Angriff von ihnen ausgegangen war. Die Partisanen waren besser geführt und dank der Infrastruktur und einer Waffenfabrik in der Stadt Užice besser bewaffnet. Der Krieg zwischen Partisanen und Tschetniks dauerte in der Folge praktisch ununterbrochen bis 1945 an.
Mihailović suchte sich nun Hilfe von außen: Nicht nur traf am 9. November eine erste britische Waffenlieferung für die Tschetniks ein, sondern er suchte auch gezielt Kontakt mit den Deutschen und traf sich am 11. November in Divci mit Stabsoffizieren des Kommandierenden Generals in Serbien. Die deutsche Seite versteifte sich jedoch in einer Aufforderung zur Kapitulation und bot den Tschetniks zunächst keine Hilfe an. Stattdessen fanden die Tschetniks Kollaborateure in den Streitkräften und der Polizei von Nedić-Serbien; mehrere Lastwagen mit Waffen und Munition kamen aus Belgrad, um den Tschetniks durch ihre Versorgungsengpässe zu helfen. Umgekehrt schafften es einige Abteilung der Mihailović-Tschetniks, sich durch die Übergabe gefangener Tito-Partisanen bei den Nedić-Verbänden einzuschmeicheln und in die Reihen der serbischen Kollaborateure übernommen zu werden.

### Unternehmen Uzice
Die Ankunft der kampfstarken 113. Infanterie-Division in Serbien verstärkte die deutschen Kräfte beträchtlich, wodurch Böhme jetzt eine noch größere Offensive gegen die Partisanenrepublik Užice planen konnte. Nachdem das OKW am 16. November die Zuführung einer dritten starken Division neben den 113. und 342. Divisionen abgelehnt hatte, stand die Planung jedoch unter Zeitdruck, da ein Abzug der beiden Verbände zur Ostfront, an der sich das deutsche Elan abschwächte, zu befürchten war. Die 342. Infanterie-Division befand sich bis zum 23. November im Raum Valjevo, wo sie die Umgebung der Ortschaft bereits zum dritten Mal in zwei Monaten in einer blutigen „Säuberung“ nach Partisanen durchkämmte.
Am 25. November begann in Serbien das am 18. November angeordnete deutsche Unternehmen „Uzice“. Die 342. Infanterie-Division ging aus dem Raum Valjevo südwärts gegen Užice vor, während die neu angekommene 113. Infanterie-Division sich aus dem Kaum Jagodina-Krusevac, wo sie am 24. November ihre Vollzähligkeit am Kriegsschauplatz hergestellt hatte, nach Westen in Bewegung setzte. Unterstützt wurden diese beiden kampfstarken Divisionen von vier Bataillonen schwächerer Besatzungsdivisionen sowie, erstmals an den Westrändern Serbiens, von Einheiten der kollaborierenden serbischen Gendarmerie. Die Deutschen schätzten die Kampfstärke der Partisanen in der Republik Užice, die weiterhin Užice und Čačak kontrollierte, auf etwa 10.000 Soldaten. Die Kämpfe im Gebiet Užice–Čačak zogen sich bis zum 4. Dezember hin, endeten mit der deutschen Besetzung des Gebiets der Republik Užice und resultierten in vergleichsweise geringen deutschen Verlusten von elf Gefallenen und 35 Verwundeten, während die Tito-Partisanen etwa 2000 Tote zu beklagen hatten. Wie viele dieser Gefallenen tatsächlich im Kampf getötet wurden und wie viele von den Deutschen nach der Gefangennahme auf der Stelle erschossen wurden, ist nicht mehr festzustellen.
Die völlige Umfassung misslang den Deutschen, sodass die Tito-Partisanen inklusive des Führungsstabs mit Tito selbst sich ihrem Zugriff entziehen konnten. Die Partisanenführung hatte aber das Tempo der deutschen Vorstöße stark unterschätzt und musste übereilt das Gebiet in Richtung des Sandžak in der italienischen Besatzungszone evakuieren. Die Wehrmachtstruppen brachen die Verfolgung an der Grenze ab, wobei als Grund zu vermuten ist, dass die Deutschen den italienischen Bündnispartner, der penibel auf die Wahrung seiner Besatzungsrechte in Jugoslawien pochte, nicht mit einem unautorisierten Einmarsch brüskieren wollten. Dennoch war den Tito-Partisanen durch die Zerstörung der Republik Užice ein schwerer Schlag mit hohen Menschen- und Materialverlusten zugefügt worden.

## Nachspiel
Am 6. Dezember wurde Franz Böhme gemeinsam mit seinem Generalkommando des XVIII. Korps zur Ostfront abkommandiert. Böhmes Nachfolger als Bevollmächtigter General in Serbien wurde Paul Bader (vormals Befehlshaber Höheres Kommando LXV), der am 10. Dezember in einer Lagebeurteilung feststellte, der serbische Aufstand könne „noch nicht als endgültig niedergeschlagen gelten.“ Nichtsdestotrotz war die Partisanenaktivität in Serbien, nach ihrem Höhepunkt im September 1941, während der Monate Oktober und November drastisch zurückgegangen; den Widerstandsbewegungen war durch die deutsche Gegenoffensive ein deutlicher Rückschlag versetzt worden. Am 22. Dezember gab Bader vor dem Hintergrund der verringerten Partisanenaktivität den Befehl, die Quote von „Sühneerschießungen“ pro getötetem deutschen Soldaten von 100 auf 50 jugoslawische Zivilisten herabzusetzen.
Nach dem Erfolg der Deutschen im Unternehmen „Uzice“ folgte ein deutscher Angriff auf das Hauptquartier der Mihailović-Tschetniks südlich von Valjevo, der vom 5. bis zum 7. Dezember andauerte.
Am 7. Dezember konnten die Tito-Partisanen bei Drenovo erstmals seit der chaotischen und verlustreichen Vertreibung aus Užice eine improvisierte Politbürositzung abhalten, um ihre weiteren Schritte zu planen. Vor dem Hintergrund der Niederlagen bei Užice und Plevjla bot Tito seinen Rücktritt als Generalsekretär der KPJ an, erhielt aber ein einstimmiges Vertrauensvotum durch den Führungsstab. Stattdessen wurden mehrere Beschlüsse verabschiedet, die etwa den Krieg zum Klassenkampf unter Führung der Sowjetunion deklarierten. Außerdem wurde das bisherige militärische Konzept der Partisanenbewegung mit ortsgebundenen Abteilungen generalüberholt und stattdessen aus den 1200 zu diesem Zeitpunkt um den Führungsstab versammelten Partisanen die 1. Proletarische Brigade aufgestellt. Die neuen Brigaden der Partisanenbewegung sollten durch höhere Mobilität und geringere Ortsbindung größere Gebiete abdecken und besonders den Abteilungen der Tschetniks zusetzen können. Das dringendste Problem war aber die Verortung des zukünftigen Kampfes. Da der Kampf in Serbien gescheitert war, erschien das östliche Bosnien, wo der Tschetnikführer Jezdimir Dangić vergleichsweise erfolgreich operierte, als ein geeignetes neues Operationsgebiet. Milovan Đilas sollte indes mit etwa 2000 Partisanen im Gebiet bei Nova Varoš verbleiben, wo die Passivität der Italiener den Partisanen eine Atempause verschafft hatte. Tito selbst begab sich mit der neu aufgestellten 1. Brigade auf den Weg über Rogatica nach Ostbosnien.
Am 15. Dezember gab das Oberkommando der Wehrmacht (OKW) die Weisung, in der Zukunft deutsche Besatzungsaufgaben in Jugoslawien zurückzufahren und besonders das Territorium des NDH-Staats den Italienern zu überlassen. Das OKW begründete die Weisung mit einem Hinweis auf die Rückschläge in der Schlacht um Moskau, wegen derer die sechs deutschen Divisionen für den Dienst an der Ostfront freigemacht werden müssten. Am 20. Dezember beantwortete Glaise-Hortenau das Schreiben mit einer warnenden Gegendarstellung, der zufolge zumindest die vier Sicherungsdivisionen in Serbien bleiben müssten und die eine Bewahrung deutscher Ressourceninteressen im NDH-Staat im Falle einer Gesamtbesetzung durch Italien grundsätzlich in Frage stellte. Obwohl das italienische Oberkommando bereits am 18. Dezember der Anfrage des OKW zugestimmt hatte, ganz Kroatien zu besetzen, ließ der deutsche Verbindungsgeneral Rintelen am 24. Dezember mitteilen, dass diese Besetzung hinfällig geworden sei, da die Deutschen an ihren bisherigen Besatzungsaufgaben festhalten würden. Eine OKW-Weisung vom 24. Dezember an den Wehrmachtsbefehlshaber Südost wies diesen an, das Engagement der Wehrmacht westlich der Drina bis Ende Januar 1942 zu verstärken. Dazu sollte das Mitte Januar eine neuerliche Offensive mit mindestens zwei Divisionen durchgeführt werden, um den Partisanen nach der Niederlage bei Užice einen weiteren entscheidenden Schlag zu versetzen.